# Grigorovič I-Z
Grigorovič I-Z je bilo enomotorno propelersko lovsko letalo, ki so ga razvili v Sovjetski zvezi v 1930ih. Letalo je bilo povsem kovinske kontrukcije. Za večjo varnost je imel inertni plin v rezervoarjih za gorivo. Imel je fiksno pristajalno podvozje.
Posebnost letala je oborožitev z 76,2 mm (3 inčnim) topom.
Prvi od dveh prototipov je poletel sredi leta 1931. Skupaj so zgradili 73 letal.
Letalo se je uporabljalo tudi v projektu Zveno.

## Tehnične specifikacije (I-Z)
Podatki iz Shavrov 1985
Splošne karakteristike
- Posadka: 1
- Dolžina: 7,65 m (25 ft 1 in)
- Razpon kril: 11,5 m (37 ft 9 in)
- Višina:  ()
- Površina kril: 19,5 m² (209,9 ft²)
- Teža praznega letala: 1180 kg (2601 lb)
- Naložena teža: 1648 kg (3633 lb)
- Pogon letala: 1 ×  radialni motor M-22, 358 kW (480 KM)

 Zmogljivost 
- Maks. hitrost: 259 km/h (140 vozlov, 161 mph)
- Doseg: 600 km (324 nm, 373 mi)
- Višina leta: 7000 m (23000 ft)
- Obremenitev kril: 85 kg/m² (17 lb/ft²)
- Razmerje moč/teža: 217 W/kg (0,13 KM/lb)
- Čas do višine: 14 min do 5000 m (16400 ft)

Oborožitev

- 1×7,62 mm (0.3 in) PV-1 strojnica
- 2×76,2 mm (3 in) Kurčevski DRP (APK) top